# LMG 80-DEH
LMG 80-DEH bezeichnet einen Schiffstyp von Doppelendfähren. Von dem Typ wurden drei Einheiten für die norwegische Reederei Norled gebaut.

## Geschichte
Die Fähren wurden Ende Oktober 2018 bestellt. Gebaut wurden sie auf der Werft Sembcorp Marine in Singapur. Die Fähren sind die ersten Ro-Pax-Fähren für innernorwegische Verbindungen, die in Asien und die ersten, die bei Sembcorp Marine gebaut wurden.
Die Fähren verkehren auf der Strecke über den Sognefjord zwischen Hella, Vangsnes und Dragsvik.

## Beschreibung
Die Schiffe verfügen über einen Hybridantrieb aus Elektro- und dieselelektrischem Antrieb. In erster Linie sollen sie elektrisch angetrieben werden. Die Schiffe sind mit zwei permanenterregten Gleichstrommaschinen ausgestattet, die jeweils eine Schottel-Propellergondel mit Festpropeller an den beiden Enden der Fähren antreiben. Die Elektromotoren werden von zwei Lithium-Ionen-Akkumulatorbänken versorgt. Die Kapazität der Akkumulatoren beträgt jeweils 1582 kWh. Die Akkumulatoren werden an den Anlegern jeweils über ein Schnellladesystem automatisch geladen. Für die Stromerzeugung an Bord stehen zwei von Volvo-Penta-Dieselmotoren des Typs D16 angetriebene Generatoren zur Verfügung.
Die Schiffe verfügen über ein durchlaufendes Fahrzeugdeck. An den Enden befinden sich jeweils herunterklappbare Rampen. Das Fahrzeugdeck ist im mittleren Bereich von den Decksaufbauten überbaut. Auf dem Deck oberhalb des Fahrzeugdecks befinden sich die Einrichtungen für die Passagiere. Darüber befindet sich ein Deck mit Betriebsräumen und der mittig aufgesetzten Brücke.
An den Anlegern werden automatische Festmachersysteme installiert.

## Schiffe
| LMG 80-DEH | LMG 80-DEH | LMG 80-DEH | LMG 80-DEH   |
| Bauname    | Baunummer  | IMO-Nummer | Ablieferung  |
| ---------- | ---------- | ---------- | ------------ |
| Hella      | J430001    | 9871268    | Februar 2022 |
| Dragsvik   | J430002    | 9871270    | Juni 2022    |
| Leikanger  | J430003    | 9871282    | Januar 2023  |